# Guatteria paraensis
Guatteria paraensis este o specie de plante angiosperme din genul Guatteria, familia Annonaceae, descrisă de Robert Elias Fries. Conform Catalogue of Life specia Guatteria paraensis nu are subspecii cunoscute.